# Naoki Chiba
Naoki Chiba (Miyagi, 24 juli 1977) is een voormalig Japans voetballer.

## Carrière
Naoki Chiba speelde tussen 1996 en 2010 voor Vegalta Sendai.